# 瓜達拉哈拉體育俱樂部 (西班牙)
瓜達拉哈拉體育俱樂部（Club Deportivo Guadalajara, S.A.D.）是西班牙的一家足球俱樂部，主場位於瓜達拉哈拉。球隊參加西班牙皇家足協乙組聯賽的賽事。球隊曾在2010-11賽季升入西班牙足球乙級聯賽。

## 外部連結
- 官方网站 （西班牙文）
- Futbolme team profile （页面存档备份，存于） （西班牙文）
- BDFutbol team profile （页面存档备份，存于）